# Municipio de Honey Creek (condado de Iowa)
El municipio de Honey Creek (en inglés: Honey Creek Township) es un municipio ubicado en el condado de Iowa en el estado estadounidense de Iowa. En el año 2010 tenía una población de 341 habitantes y una densidad poblacional de 3,62 personas por km².

## Geografía
El municipio de Honey Creek se encuentra ubicado en las coordenadas 41°49′50″N 92°15′1″O / 41.83056, -92.25028. Según la Oficina del Censo de los Estados Unidos, el municipio tiene una superficie total de 94.08 km², de la cual 93,85 km² corresponden a tierra firme y (0,25 %) 0,23 km² es agua.

## Demografía
Según el censo de 2010, había 341 personas residiendo en el municipio de Honey Creek. La densidad de población era de 3,62 hab./km². De los 341 habitantes, el municipio de Honey Creek estaba compuesto por el 99,41 % blancos y el 0,59 % eran de una mezcla de razas. Del total de la población el 0,29 % eran hispanos o latinos de cualquier raza.